# 日本の超高層建築物
日本の超高層建築物（にほんのちょうこうそうけんちくぶつ）では、日本にある超高層建築物（以下超高層ビル）について説明する。2023年現在、日本一高いビルは高さ325.2メートル（m）ある麻布台ヒルズ森JPタワー（東京都港区）である。

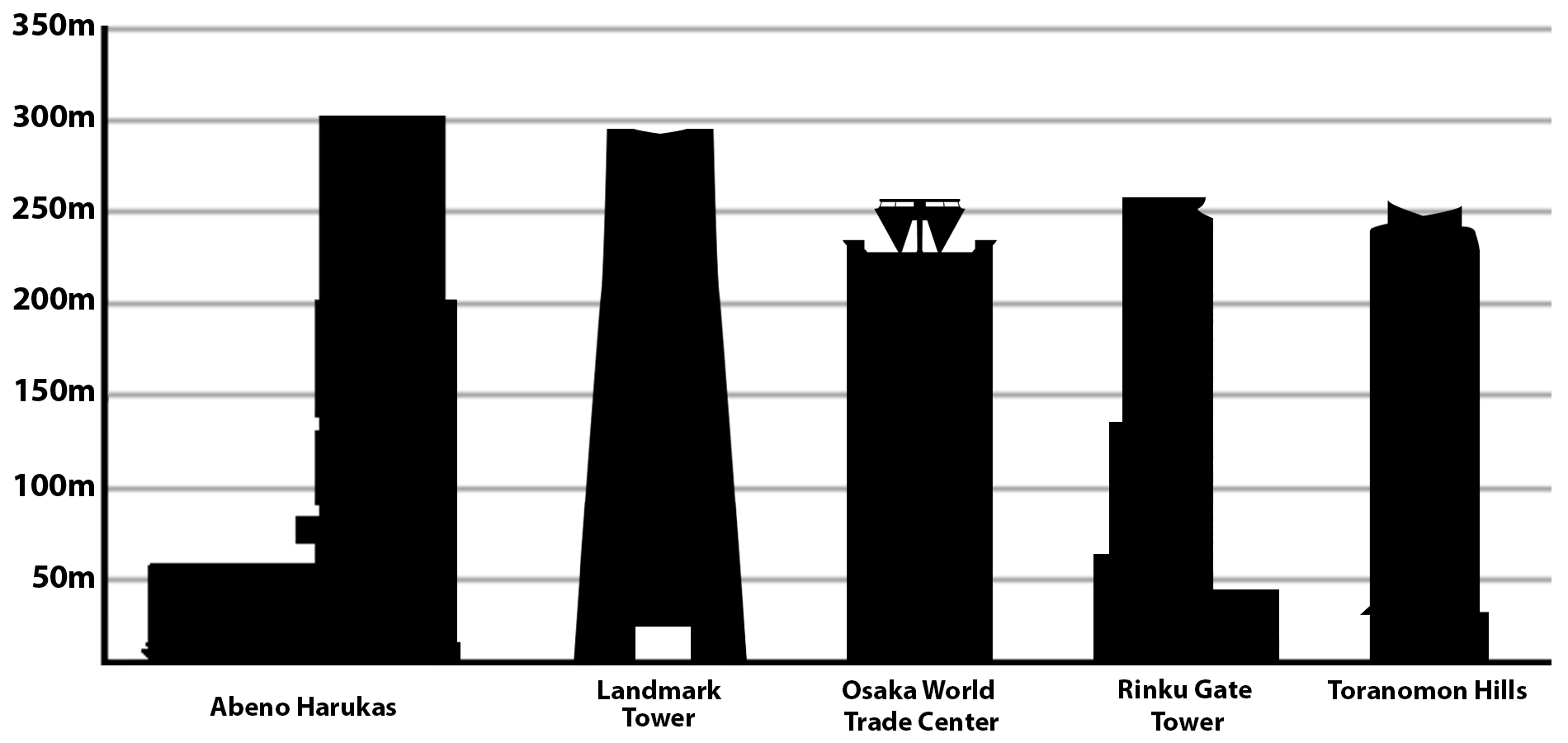
上位5棟の比較（2014年当時）

## 定義
どの程度の高さのビルを超高層ビルと呼ぶのかについては、国際的にも日本国内でも明確な定義はない。
超高層ビルという用語は日本において初めて高さ100 mを超えたビルである霞が関ビルディング（高さ147 m）に対して初めて用いられた。
なお法律においても定義は存在しないが建築基準法施行令第36条、ガス事業法施行規則第106条等において高さが60 mを超えるビルに対しては建築構造や防火構造などについてそれ以下の高さのビルとは異なる制限を課していることより、60 m以上を超高層建築物とする考え方もある。

### 超高層建築物に関する法令上の規定
航空法51条では地上、あるいは水面から高さ60m以上の高さの物件には原則として航空障害燈の設置が義務付けられ大抵の超高層ビルにはこの装置が設置されている（ただし、ビル群の中にある建物の場合は60 m以上のものでも設置されない場合もある）。空港から最大24キロメートル（km）以内の地域では建物の高さに規制がかかっている。
また地方自治体によっては一定の高さ又は延床面積を超える大規模建築物に対してその存在や共用による周辺への景観変化、日照阻害、電波障害、風害、交通問題等や工事中の騒音、振動、地盤変位影響の低減を図るため環境影響評価を義務づけている。

## 歴史

### 百尺規制
市街地建築物法（1919年（大正8年）4月5日公布）に基づき、市街地建築物法施行令が1920年（大正9年）9月30日に官報で公布され、同年12月1日から六大都市に適用された。同令第四条により、建築物の高さは100尺（約30.303 m）に制限された（通称：百尺規制）。これは英国法の100フィート（30.48 m）という制限に倣ったものである。1926年（大正15年）6月、市街地建築物法は六大都市に加えて全国41都市に適用を拡大した。
1931年（昭和6年）、市街地建築物法が改正され、高さ制限は尺貫法による100尺（約30.303 m）からメートル法による31 m（102.3尺）に変更された。31 mは凡そ百尺とみなされ、同法改正による規制も「百尺規制」と通称される。戦後占領期の1950年（昭和25年）11月23日、市街地建築物法は建築基準法に取って代わられたが、同法第五十七条により、建築物の高さは31 mに制限され、百尺規制は受け継がれた。
ただし、建築基準法の特例により31 mを超える高さの建築も可能であったため、独立後の1953年（昭和28年）には高さ41.23 m、12階建ての大阪第一生命ビルが竣工し、1954年（昭和29年）には高さ43 m、11階建ての東急会館（後の東急百貨店東横店西館）が増築により完成している。いずれも軒高としては当時日本一の高さだった。
百尺規制により建物は9階建て程度でしか建てられなかったがその分、都市部では同じ高さに揃ったオフィス街が各所に形成された。特に規制施行直後の1923年（大正12年）9月1日に発生した関東大震災によって瓦礫の山となった東京府東京市（現・東京都区部）の都心では帝都復興院の指導の下、多くの民間のビルが規制限界の高さで建設され100尺のビルが連続するスカイラインを形成した。また、高度経済成長期前半には地方都市の中心業務地区（CBD）でも百尺規制のビルが連続する景観が形作られた。
一方、隆盛していたメタボリズムの建築家から超高層ビル建築を伴った丹下健三の築地再開発計画や磯崎新の新宿計画などの様々なプランが提案されたが百尺規制によりいずれも実現には至らなかった。また都心では地価に見合った収益をあげるため延べ床面積をなるべく広くとろうとするあまり、各々の階の天井高を低くして100尺の高さに10階分を詰め込んだり規制が緩い地下を掘り込んで地下6階建てのビルが出現したりするなど高さ規制が防災やホワイトカラーの健康にとってマイナスの影響を与えるようになり規制の見直しが行われることになった。
なお、この当時に日本で最も高い建物は国会議事堂の中央塔（65 m）であった。

### 容積率規制

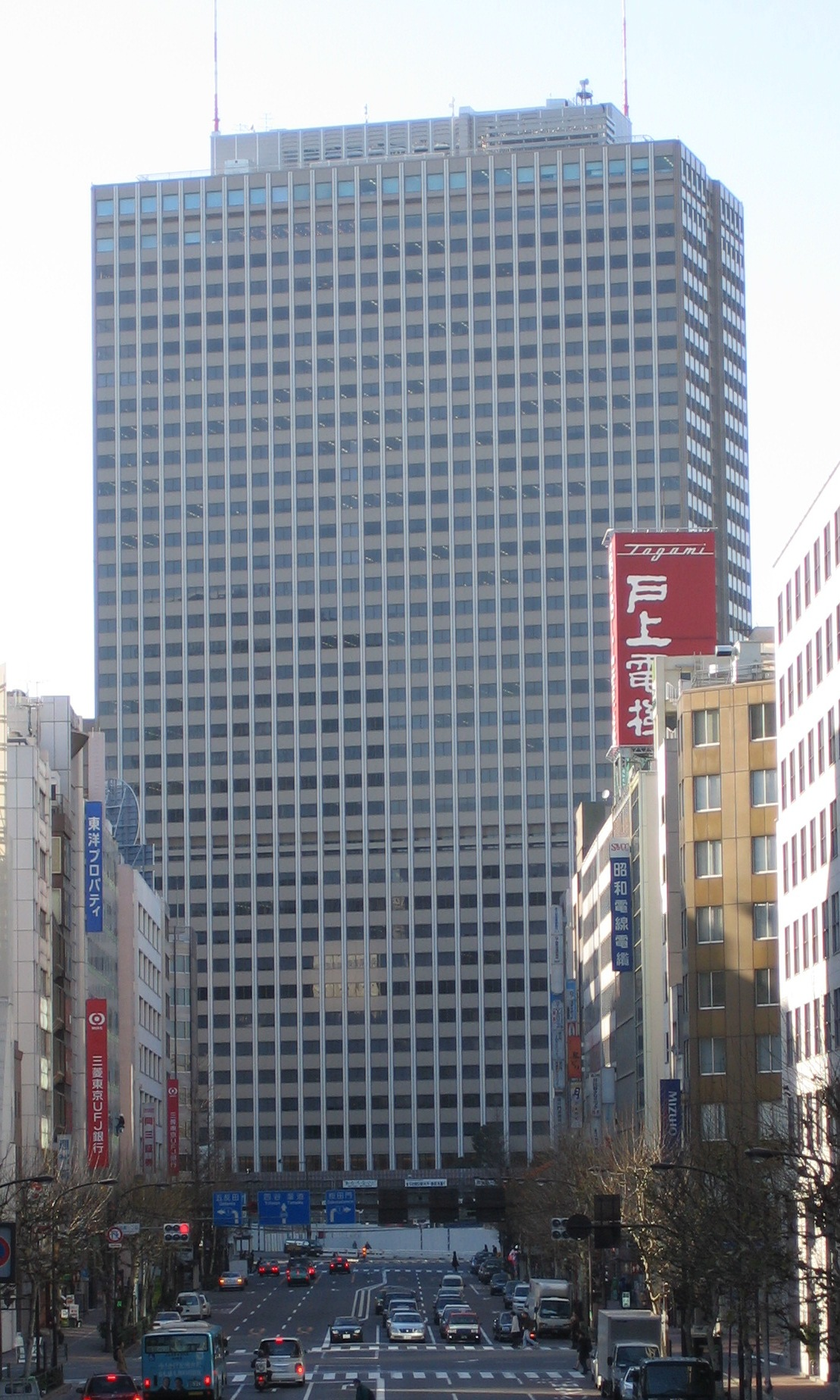
霞が関ビル（2010年6月）

1964年（昭和39年）の東京オリンピックを前にした建設ラッシュ期に建築基準法が改正され、1961年（昭和36年）に特定街区制度、1963年（昭和38年）7月16日に容積地区制度が創設された。これらにより、百尺規制を初めとする絶対高さ規制が廃止されて、容積率による規制が導入され始めた。すると高さ31 mを超えるビルが建てられるようになり、特定街区の指定第1号である「東京都市計画霞が関3丁目特定街区」に、日本における最初の超高層ビルとされる霞が関ビルディングが建設された（1968年竣工）。しかし、1960年代の日本における高さ100 m以上の超高層ビルは、同ビルと1969年（昭和44年）に竣工した高さ109 mの神戸商工貿易センタービルの2棟のみに留まった。
一方で、1966年（昭和41年）後半に取り壊された東京都・丸の内の東京海上日動ビルディングの跡地には、前川國男設計で30階建て高さ127 mの超高層ビルが立つ予定であったが、1967年（昭和42年）に東京都がこれを却下したことから「美観論争」が起こった。皇居の堀端にあったこの地域は戦前の美観地区であり、新しいビルが百尺規制のスカイラインを崩して皇居を見下ろしかねないことから激しい争いとなったが、1970年（昭和45年）、高さをぎりぎり100 m以下の99.7 mにすることで、結局高層ビル自体の建設は認められた。
1970年（昭和45年）6月1日の建築基準法改正によって絶対高さ制限が撤廃され、容積率規制が全面導入された。すると、地方都市でも高さ31 mを超えるビルが建ち始めた。また、新宿副都心などの開発計画が本格化し、1970年代末には国内の100 m以上の超高層ビルが30棟を超えた。そのため、この頃に日本の都市部では超高層化時代に突入したといえる。
百尺建築の建て替えに関しては、東京丸の内で象徴的なように、百尺規制にあわせた旧建物のファサードのイメージを残して外壁デザインを100尺を境に変えたり、100尺の低層部の上にセットバックした高層部がのっかる墓石のような形の超高層ビルが見られる（丸ビルなど）。

### 高さ日本一の変遷
| 竣工   | 名称                                       | 所在地                                    | 高さ    | 階数 | 設計                                           |
| ------ | ------------------------------------------ | ----------------------------------------- | ------- | ---- | ---------------------------------------------- |
| 1887年 | 富士山縦覧場（現存せず）                   | 東京府東京市浅草区 （東京都台東区）       | 032.8 m | 0    | 寺田為吉（参考、木造人造山）                   |
| 1888年 | 眺望閣（現存せず）                         | 大阪府西成郡今宮村 （大阪府大阪市浪速区） | 031 m   | 05階 |                                                |
| 1889年 | 凌雲閣（現存せず）                         | 大阪府西成郡北野村 （大阪府大阪市北区）   | 039 m   | 09階 |                                                |
| 1890年 | 凌雲閣（現存せず）                         | 東京府東京市浅草区 （東京都台東区）       | 052 m   | 12階 | ウィリアム・K・バートン                        |
| 1921年 | 第一相互館（現存せず）                     | 東京府東京市京橋区 （東京都中央区）       | 045 m   | 7階  | 辰野金吾・葛西萬司設計事務所                   |
| 1935年 | 三越本店（増築後）                         | 東京府東京市日本橋区 （東京都中央区）     | 060 m   | 07階 | 横河民輔、中村伝治                             |
| 1936年 | 国会議事堂中央塔                           | 東京府東京市麹町区 （東京都千代田区）     | 065 m   | 09階 | 大蔵省臨時議院建築局                           |
| 1964年 | ホテルニューオータニ本館                   | 東京都千代田区                            | 073 m   | 17階 | 大成建設                                       |
| 1968年 | 霞が関ビルディング                         | 東京都千代田区                            | 156 m   | 36階 | 三井不動産、山下寿郎                           |
| 1970年 | 世界貿易センタービル本館（初代、現存せず） | 東京都港区                                | 163 m   | 40階 | 日建設計、武藤構造力学研究所                   |
| 1971年 | 京王プラザホテル                           | 東京都新宿区                              | 179 m   | 47階 | 日本設計                                       |
| 1974年 | 新宿住友ビル                               | 東京都新宿区                              | 210 m   | 52階 | 日建設計                                       |
| 1974年 | 新宿三井ビル                               | 東京都新宿区                              | 225 m   | 55階 | 三井不動産、日本設計                           |
| 1978年 | サンシャイン60                             | 東京都豊島区                              | 240 m   | 60階 | 三菱地所設計、武藤構造力学研究所               |
| 1991年 | 東京都庁第一本庁舎                         | 東京都新宿区                              | 243 m   | 48階 | 丹下健三都市建築設計研究所                     |
| 1993年 | 横浜ランドマークタワー                     | 神奈川県横浜市西区                        | 296 m   | 70階 | 三菱地所設計、ザ・スタビンス・アソシエイツ     |
| 2014年 | あべのハルカス                             | 大阪府大阪市阿倍野区                      | 300 m   | 60階 | 竹中工務店、ペリ・クラーク・ペリ・アーキテクツ |
| 2023年 | 麻布台ヒルズ森JPタワー                     | 東京都港区                                | 325.2 m | 64階 | ペリ・クラーク・ペリ・アーキテクツ             |

ビル以外も含めると、日本で最も高い構造物は2012年竣工の東京スカイツリー（高さ634 m）。東京スカイツリー以前は、
- 対馬オメガ局鉄塔（454.8 m、1975年竣工・1998年解体）
- 硫黄島ロランC主局鉄塔（411.5 m、1963年竣工、1965年再建、1993年解体）
- 南鳥島ロランC局鉄塔（411.48 m、1963年竣工、1986年解体、後高さを縮小して再建）[注 3]
- 東京タワー（332.6 m、1958年竣工）
- 依佐美送信所鉄塔（250 m、1929年竣工・1997年解体）
- 日立鉱山大煙突（155 m、1914年完成、1993年倒壊し54mに）
- 相国寺七重大塔（109 m、1399年竣工・1400年焼失）
- 法勝寺の八角九重塔（推定81 m、1083年建立・室町時代に焼失）[9]
- 出雲大社本殿（伝承によると十六丈・48 m）
- 東大寺大仏殿（当時の伝承によれば十五丈・45 m）
- 平安京大極殿（27 m、715年竣工）[10]

などが高層建築の例として知られている。
出雲大社本殿、東大寺大仏殿、平安京大極殿は、平安時代に源為憲によって作られた「口遊」で「雲太、和二、京三=出雲太郎、大和次郎、京三郎」と数え歌に歌われた。
また、建築物の最上部が最も標高が高い建造物は旧富士山測候所である。
鉄塔･仏塔他も含めた高層構造物については塔の一覧を参照。

## 現状と計画

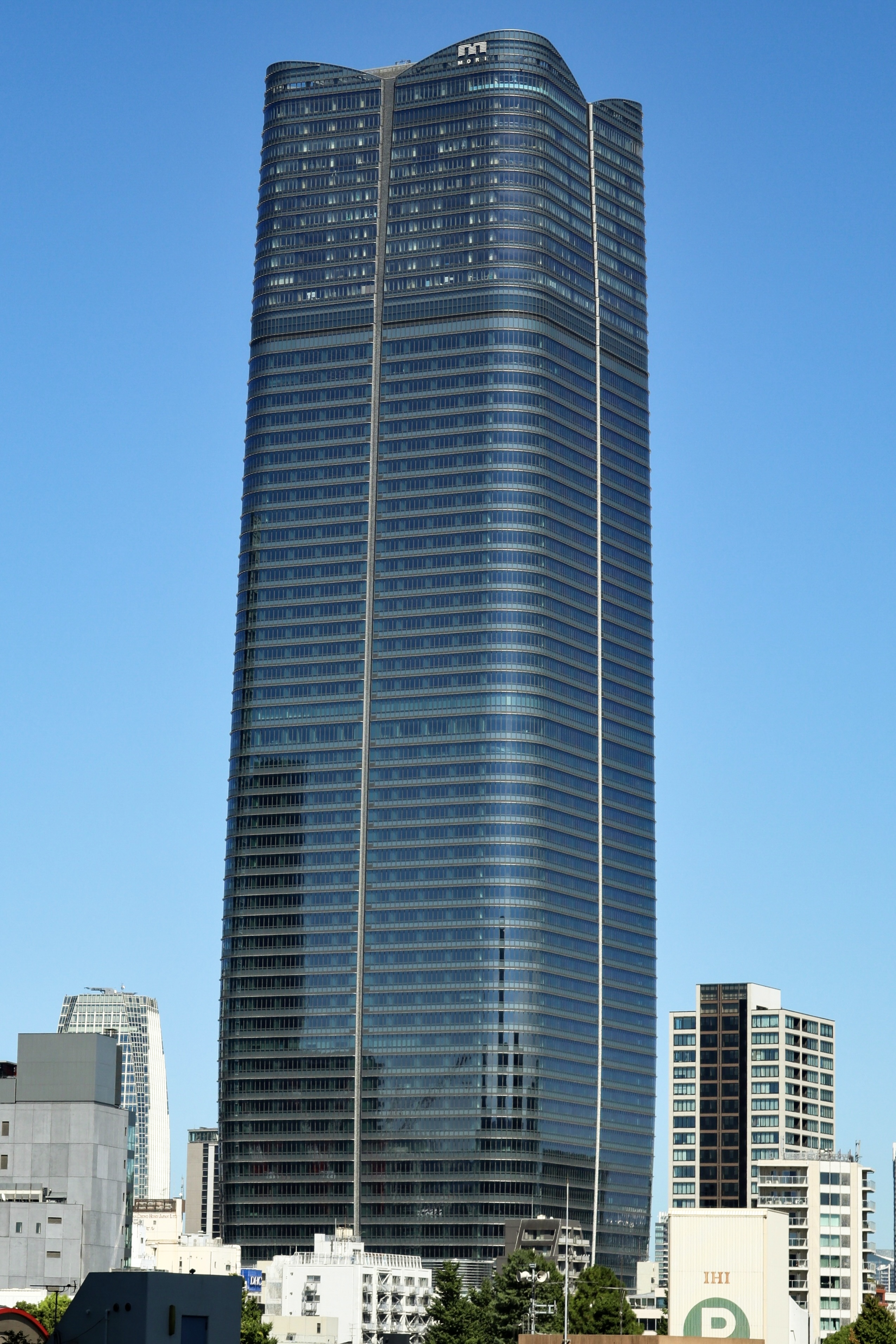
日本一高い325.2 mの麻布台ヒルズ森JPタワー

### 現状
現在日本で最も高い「竣工済みの」超高層ビルは東京都港区の2023年に竣工した麻布台ヒルズ森JPタワー（設計：ペリ・クラーク・ペリ・アーキテクツ）で高さ325.2 m、地上64階建てである。
日本では未だにスーパートールは2棟しか建設されていない。これは耐震構造・地盤・建設費等の理由もあるが航空法に基く高さ規制が大きく関わっており、概ね空港滑走路からの距離で定まる。滑走路の中心にある標点の標高を基準に制限表面と呼ばれる高さ規制があり標点から半径4 kmまでは標点の標高プラス45 m（水平表面）、そこからすり鉢状に高くなり（円錐表面）空港から16.5 kmから24 kmの範囲内では標点の標高プラス295 mに制限される（外側水平表面）。滑走路の前後方向にはさらに厳しい規制がかけられる（進入表面・延長進入表面）。ただし仮設物や避雷設備、その他飛行の安全を害さないものは所管航空局長の承認を受ければ制限表面を超えて設置することもできる。
制限表面の内、円錐表面と外側水平表面は個々の空港周囲の都市の事情や山などの地形により規制緩和される場合も多いが大都市の発着便数が多い空港（→日本の空港#統計情報）では緩和され辛い。例えば福岡市の中心部が福岡空港の水平表面と円錐表面の規制のため低層であったり、東京国際空港の外側水平表面の規制のため横浜ランドマークタワーが現行の高さになったりした例が見られる。一方で新潟空港の円錐表面の規制緩和で新潟市にNEXT21（125 m）や朱鷺メッセ（143 m）の建設がされたり、大阪国際空港の外側水平表面の規制緩和であべのハルカスが300 mで竣工したり、計画地周辺に東京タワーが存在している中で航空機が問題なく運用出来ていることを根拠に東京国際空港の外側水平表面の規制が緩和され、麻布台ヒルズ森JPタワーが325.2 mで計画・建設されたりしている。
また、1989年1月には、上野駅に高さ300 mの駅ビル建築がJR東日本によって構想され、1999年の開業を予定していた。しかし、この計画は地元から猛反発を受け、バブル経済が崩壊したことにより計画が凍結された。
三菱地所による東京駅日本橋口前の常盤橋街区再開発プロジェクトは、Torch Towerが高さ390 mで国内の最高層ビルとなる予定。2023年度着工、2027年度竣工の予定である。
この他、東京湾海上に一都市を築く｢スカイマイルタワー｣（高さ1,700 m）や清水メガシティピラミッド、スカイシティー1000など構想だけものも多くある。
20世紀後半には世界的に見ても超高層建築が多い部類に入っていた日本であるが、21世紀の今日では中華人民共和国やアラブ首長国連邦を中心に成長著しいアジア諸国に大きく水をあけられている（アジアの超高層建築物、List of tallest buildings in Asia）。高さ390 mのTorch Towerが完成するとアジア40位前後にランクインする予定となっている。

#### 現在の超高層ビルの高さ順位
竣工済みに限るため、建設中のビルは除外している。高さ30位まで掲載。日本の超高層建築物・構築物の一覧を参照。
| 順位 | 名称                                          | 所在地         | 高さ      | 階数 | 設計                                                                                               | 竣工年 |
| ---- | --------------------------------------------- | -------------- | --------- | ---- | -------------------------------------------------------------------------------------------------- | ------ |
| 1    | 麻布台ヒルズ森JPタワー                        | 東京都港区     | 325.2 m   | 64階 | ペリ・クラーク・ペリ・アーキテクツ                                                                 | 2023年 |
| 2    | あべのハルカス                                | 大阪市阿倍野区 | 300.0 m   | 60階 | 竹中工務店、ペリ・クラーク・ペリ・アーキテクツ                                                     | 2014年 |
| 3    | 横浜ランドマークタワー                        | 横浜市西区     | 296.33 m  | 70階 | 三菱地所設計、ザ・スタビンス・アソシエイツ                                                         | 1993年 |
| 4    | 虎ノ門ヒルズステーションタワー                | 東京都港区     | 266 m     | 49階 | 重松象平                                                                                           | 2023年 |
| 5    | SiSりんくうタワー                             | 大阪府泉佐野市 | 256.1 m   | 56階 | 日建設計、安井設計                                                                                 | 1996年 |
| 6    | 大阪府咲洲庁舎                                | 大阪市住之江区 | 256.0 m   | 55階 | 日建設計、マンシーニ・ダッフィ・アソシエイツ                                                       | 1995年 |
| 7    | 虎ノ門ヒルズ森タワー                          | 東京都港区     | 255.5 m   | 52階 | 日本設計                                                                                           | 2014年 |
| 8    | ミッドタウン・タワー                          | 東京都港区     | 248.1 m   | 54階 | スキッドモア・オーウィングズ・アンド・メリル、日建設計                                             | 2007年 |
| 9    | ミッドランドスクエア                          | 名古屋市中村区 | 247.00 m  | 47階 | 日建設計                                                                                           | 2006年 |
| 10   | JRセントラルタワーズ オフィスタワー           | 名古屋市中村区 | 245.1 m   | 51階 | コーン・ペダーセン・フォックス、坂倉建築研究所                                                     | 1999年 |
| 11   | 東京都庁第一本庁舎                            | 東京都新宿区   | 243.4 m   | 48階 | 丹下健三都市建築設計研究所                                                                         | 1991年 |
| 12   | 東京ミッドタウン八重洲 八重洲セントラルタワー | 東京都中央区   | 240.0 m   | 45階 | Pickard Chilton                                                                                    | 2022年 |
| 13   | NTTドコモ代々木ビル                           | 東京都渋谷区   | 239.85 m  | 27階 | NTTファシリティーズ                                                                                | 1997年 |
| 14   | サンシャイン60                                | 東京都豊島区   | 239.7 m   | 60階 | 三菱地所設計、武藤構造力学研究所                                                                   | 1978年 |
| 15   | 六本木ヒルズ森タワー                          | 東京都港区     | 238.05 m  | 54階 | コーン・ペダーセン・フォックス、入江三宅設計事務所                                                 | 2003年 |
| 16   | 麻布台ヒルズレジデンスA                       | 東京都港区     | 237.2 m   | 53階 | ペリ・クラーク・ペリ・アーキテクツ                                                                 | 2023年 |
| 17   | 新宿パークタワー                              | 東京都新宿区   | 235.0 m   | 52階 | 丹下健三                                                                                           | 1994年 |
| 18   | 東京オペラシティ                              | 東京都新宿区   | 234.371 m | 54階 | NTTファシリティーズ、都市計画設計研究所、柳澤孝彦TAK建築・都市計画研究所                           | 1996年 |
| 19   | 住友不動産六本木グランドタワー                | 東京都港区     | 230.76 m  | 43階 | 日建設計                                                                                           | 2016年 |
| 20   | 渋谷スクランブルスクエア東棟                  | 東京都渋谷区   | 229.706 m | 47階 | 日建設計、東急設計コンサルタント、JR東日本建築設計、メトロ開発                                     | 2019年 |
| 21   | BLUE FRONT SHIBAURA TOWER S                   | 東京都港区     | 228.88 m  | 43階 | 槇総合計画事務所、清水建設、オーヴ・アラップ・アンド・パートナーズ・ジャパン・リミテッド、日建設計 | 2025年 |
| 22   | JRセントラルタワーズ ホテルタワー             | 名古屋市中村区 | 226.0 m   | 53階 | コーン・ペダーセン・フォックス、坂倉建築研究所                                                     | 1999年 |
| 23   | 東急歌舞伎町タワー                            | 東京都新宿区   | 225 m     | 48階 | 久米設計・東急設計コンサルタント                                                                   | 2023年 |
| 24   | 新宿三井ビルディング                          | 東京都新宿区   | 223.6 m   | 55階 | 三井不動産、日本設計                                                                               | 1974年 |
| 25   | 新宿センタービル                              | 東京都新宿区   | 222.95 m  | 54階 | 大成建設                                                                                           | 1979年 |
| 26   | 虎ノ門ヒルズレジデンシャルタワー              | 東京都港区     | 221.55 m  | 54階 | 久米設計                                                                                           | 2021年 |
| 27   | 聖路加セントルークスタワー                    | 東京都中央区   | 220.63 m  | 48階 | 日建設計                                                                                           | 1994年 |
| 28   | JRゲートタワー                                | 名古屋市中村区 | 220.0 m   | 46階 | 大成建設・日建設計・ジェイアール東海コンサルタンツ                                                 | 2017年 |
| 29   | 汐留シティセンター                            | 東京都港区     | 215.75 m  | 43階 | ケビンローシュ・ジョンディンカール・アンド・アソシエイツ、日本設計                                 | 2003年 |
| 30   | 住友不動産東京三田ガーデンタワー              | 東京都港区     | 215 m     | 42階 | 久米設計                                                                                           | 2023年 |

### 日本の超高層ビル群
東京都の丸の内や西新宿、大阪市の梅田や中之島、横浜市のみなとみらいなどが日本の超高層ビル群の代表格である。殊に大阪梅田-中之島地区は日本最大のビル数を有するビル群である。

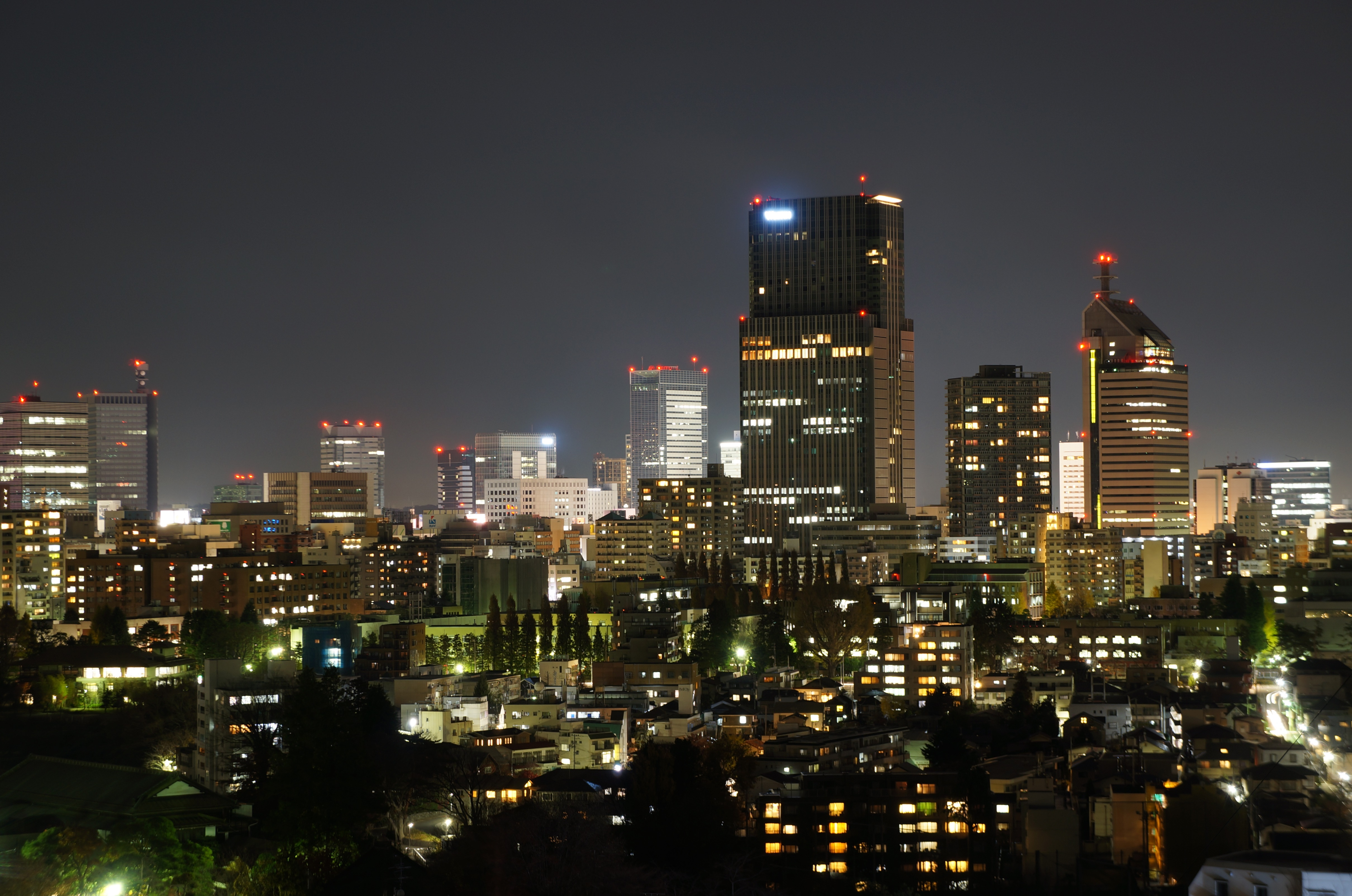
仙台トラストシティ 仙台市青葉区
西新宿 東京都新宿区
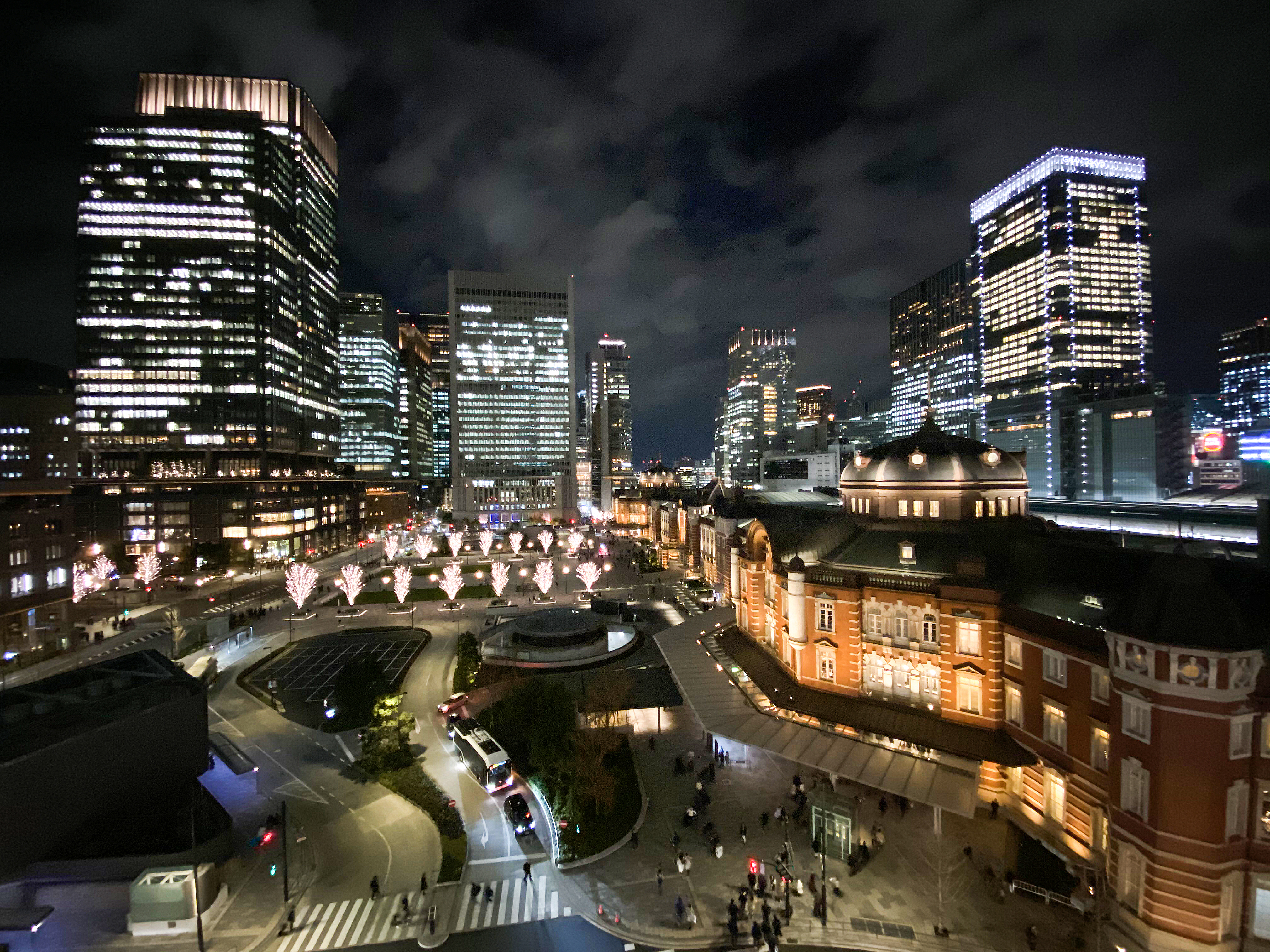
丸の内 東京都千代田区
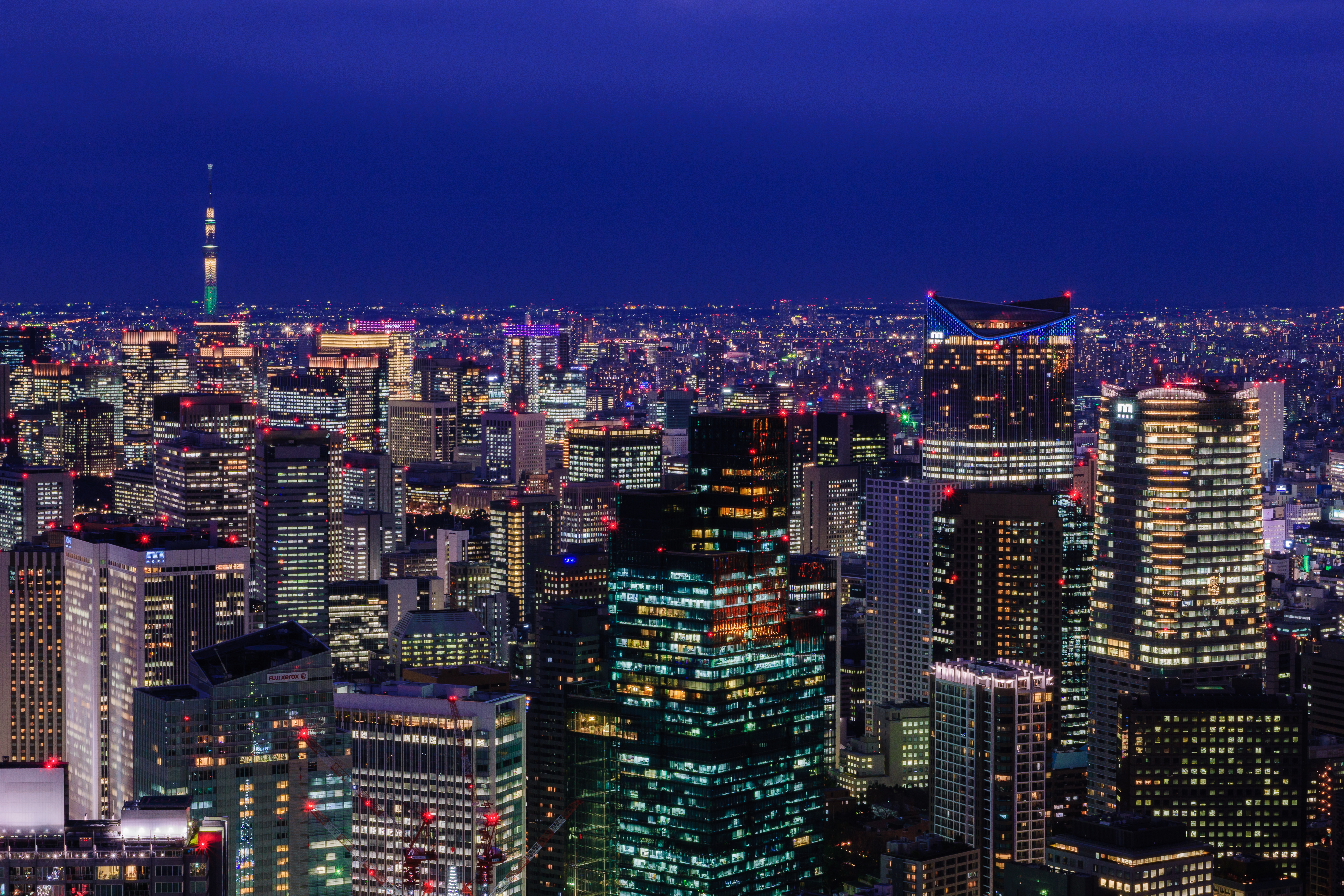
汐留 東京都港区
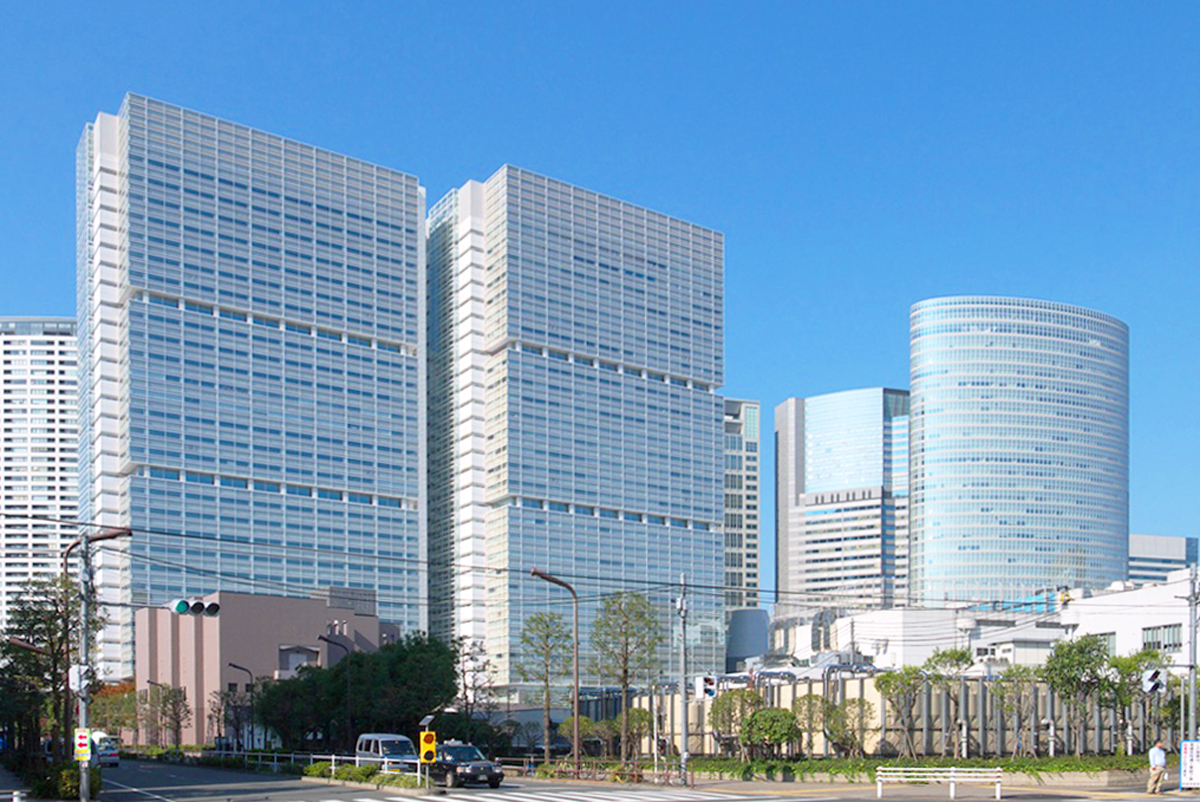
品川インターシティ 東京都品川区
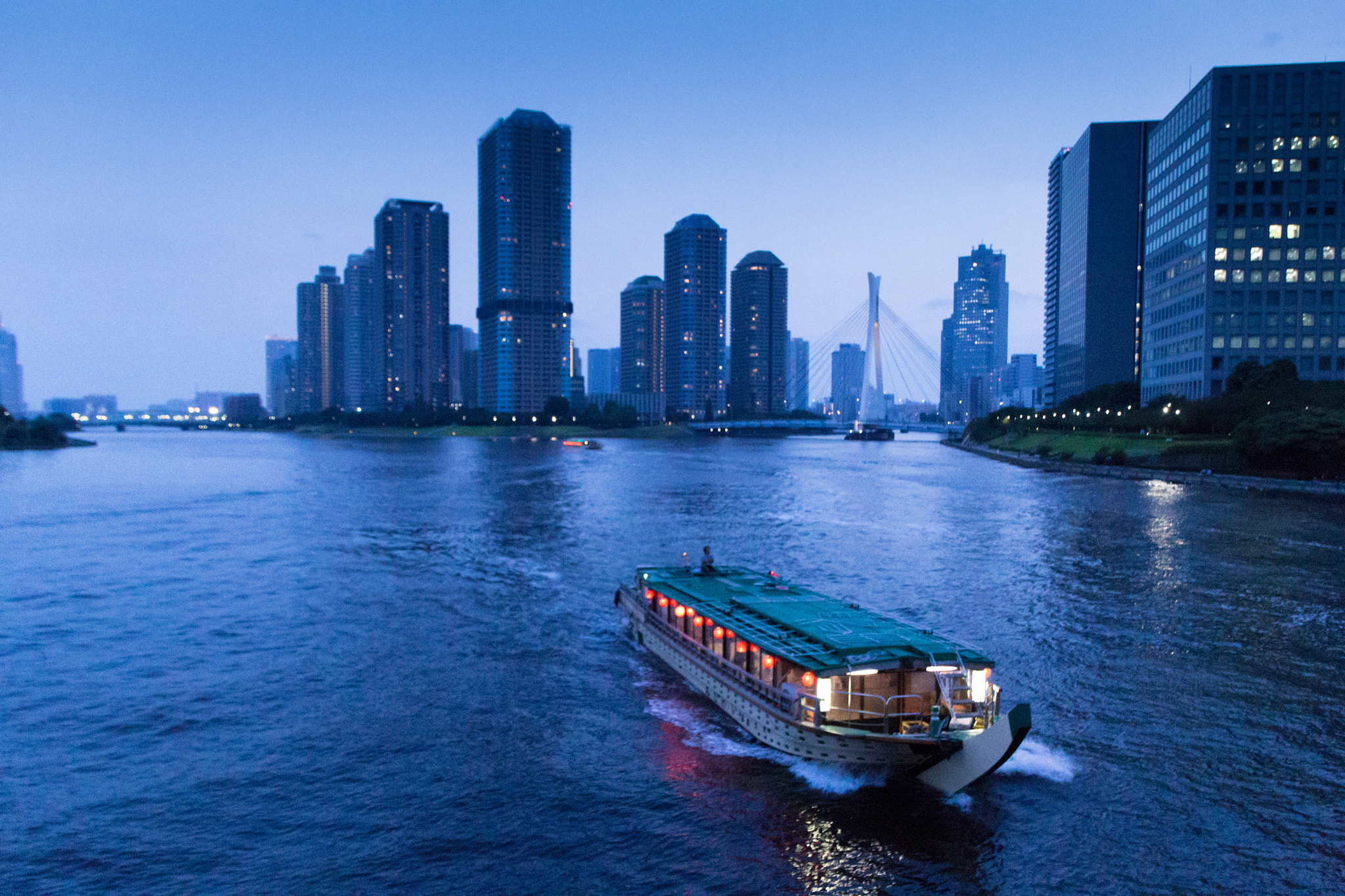
リバーシティ 東京都中央区
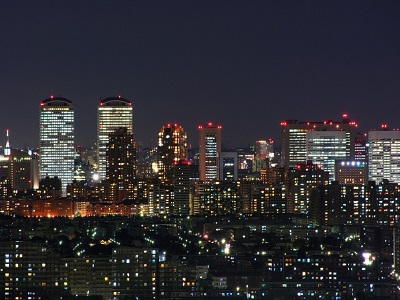
幕張新都心 千葉市美浜区
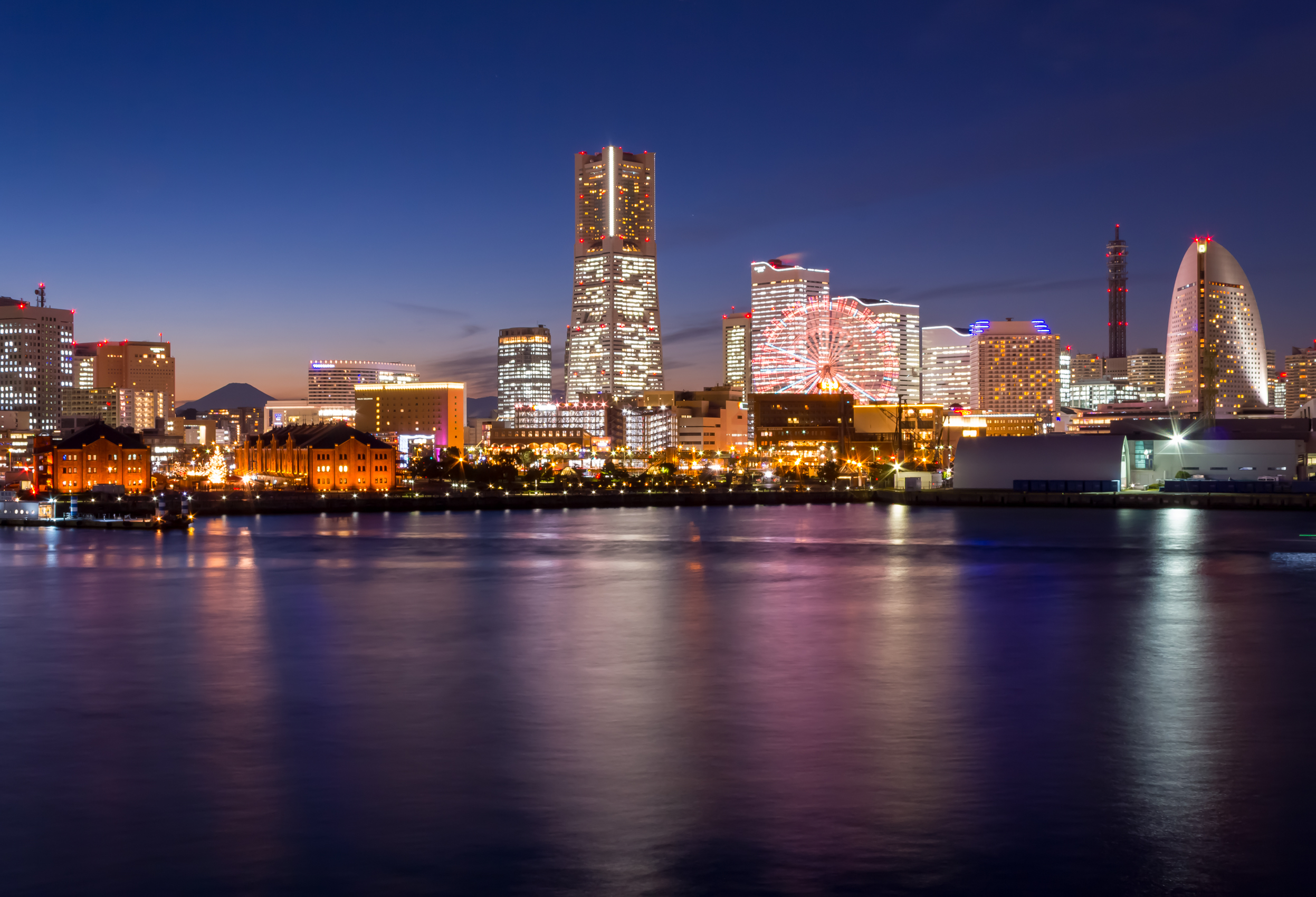
横浜みなとみらい21 横浜市西区・中区
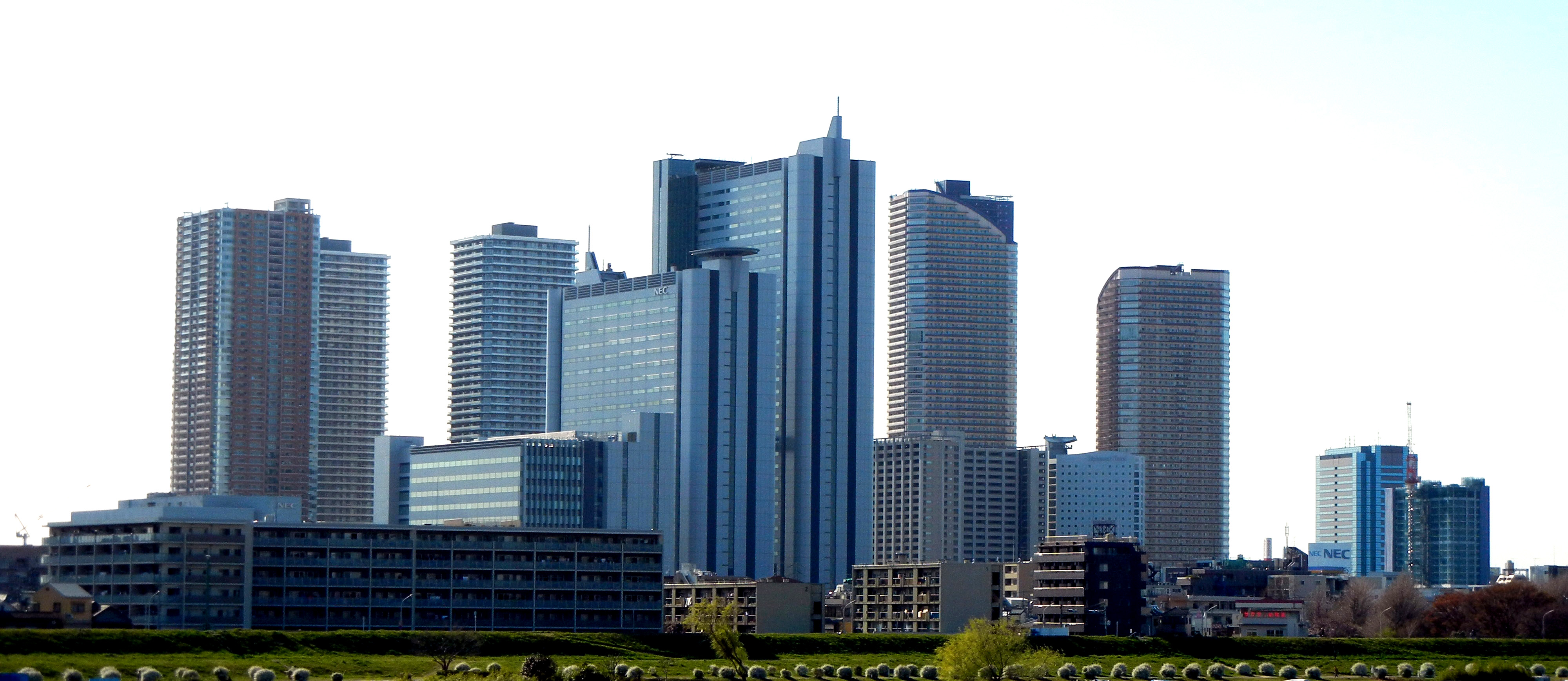
武蔵小杉 川崎市中原区
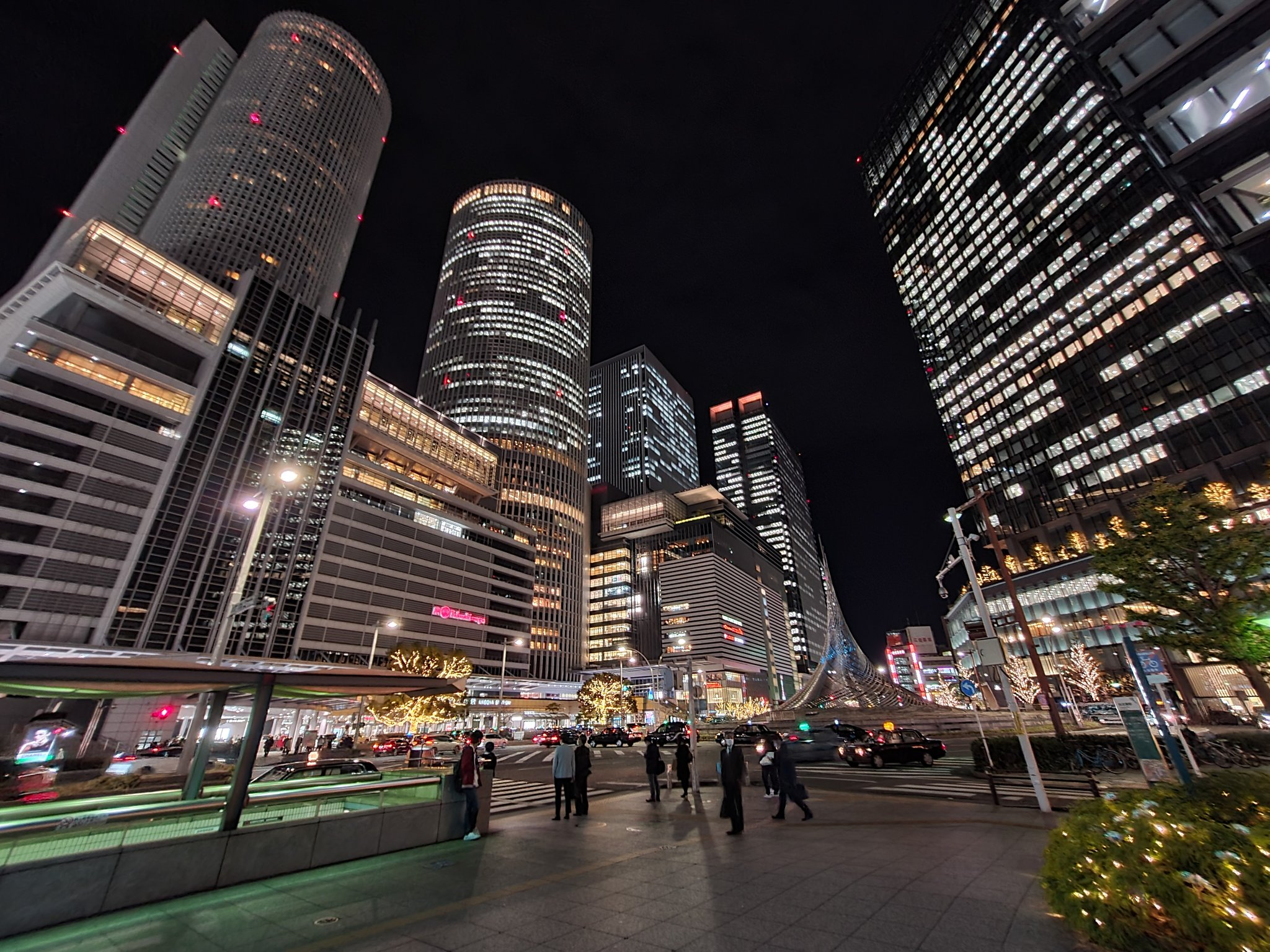
名駅 名古屋市中村区
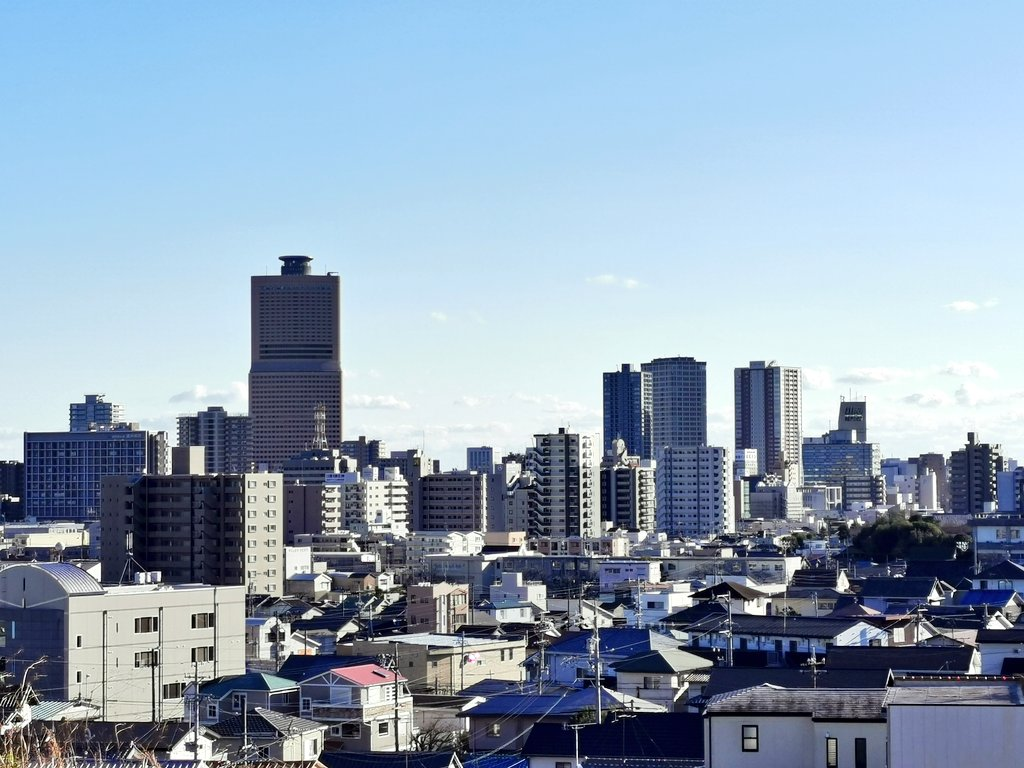
アクトシティ浜松 浜松市中央区
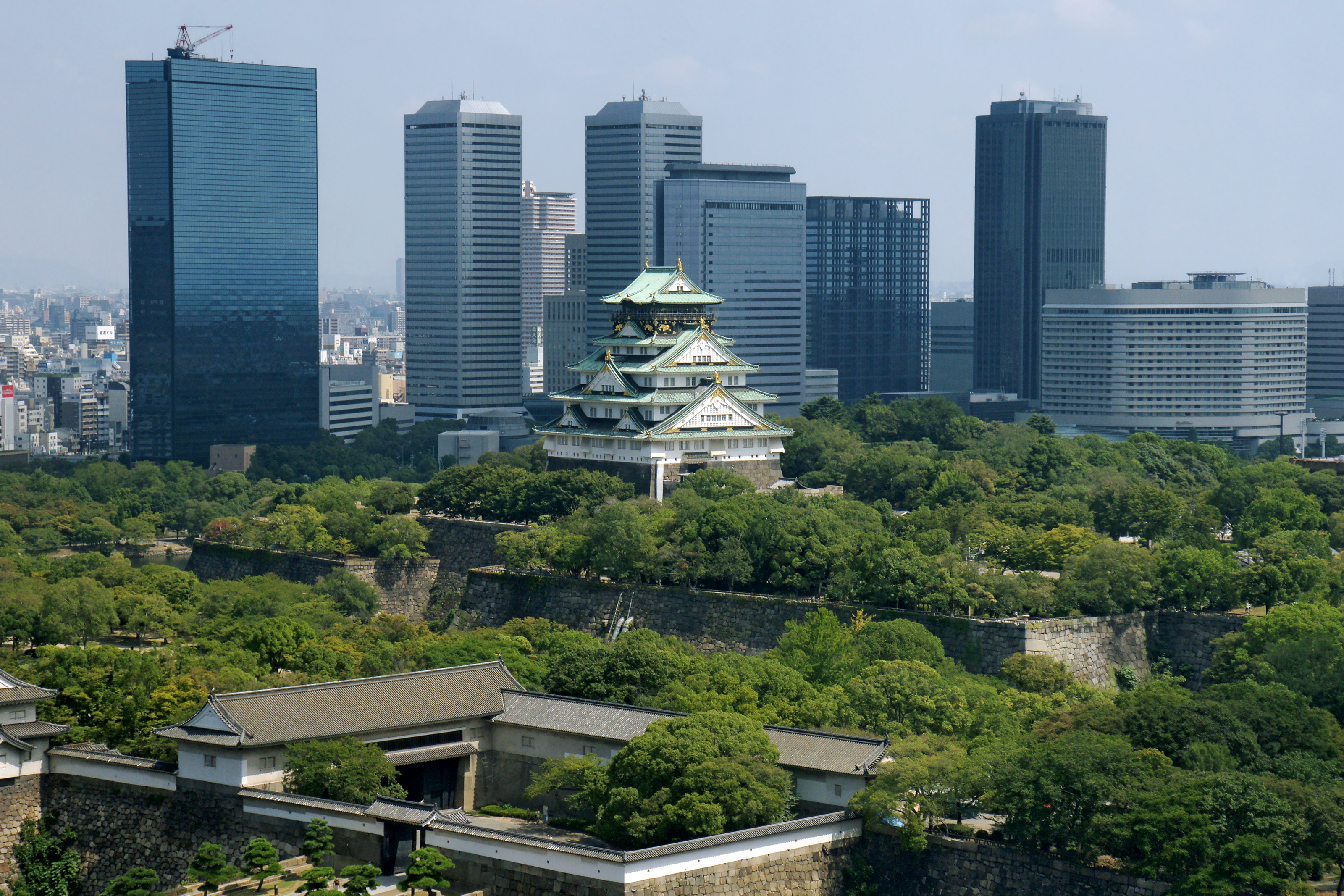
大阪ビジネスパーク 大阪市中央区
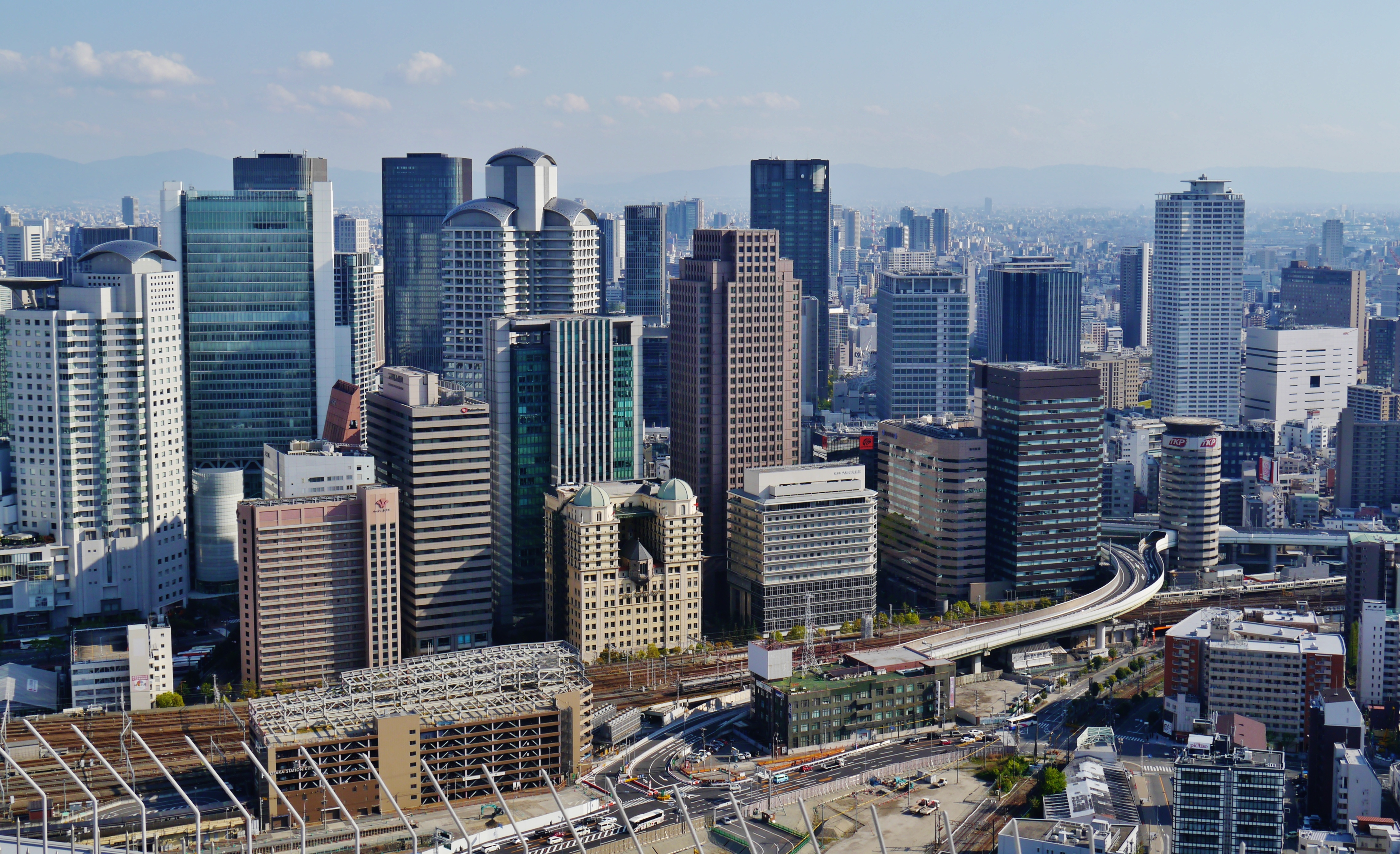
西梅田・オオサカガーデンシティ 大阪市北区
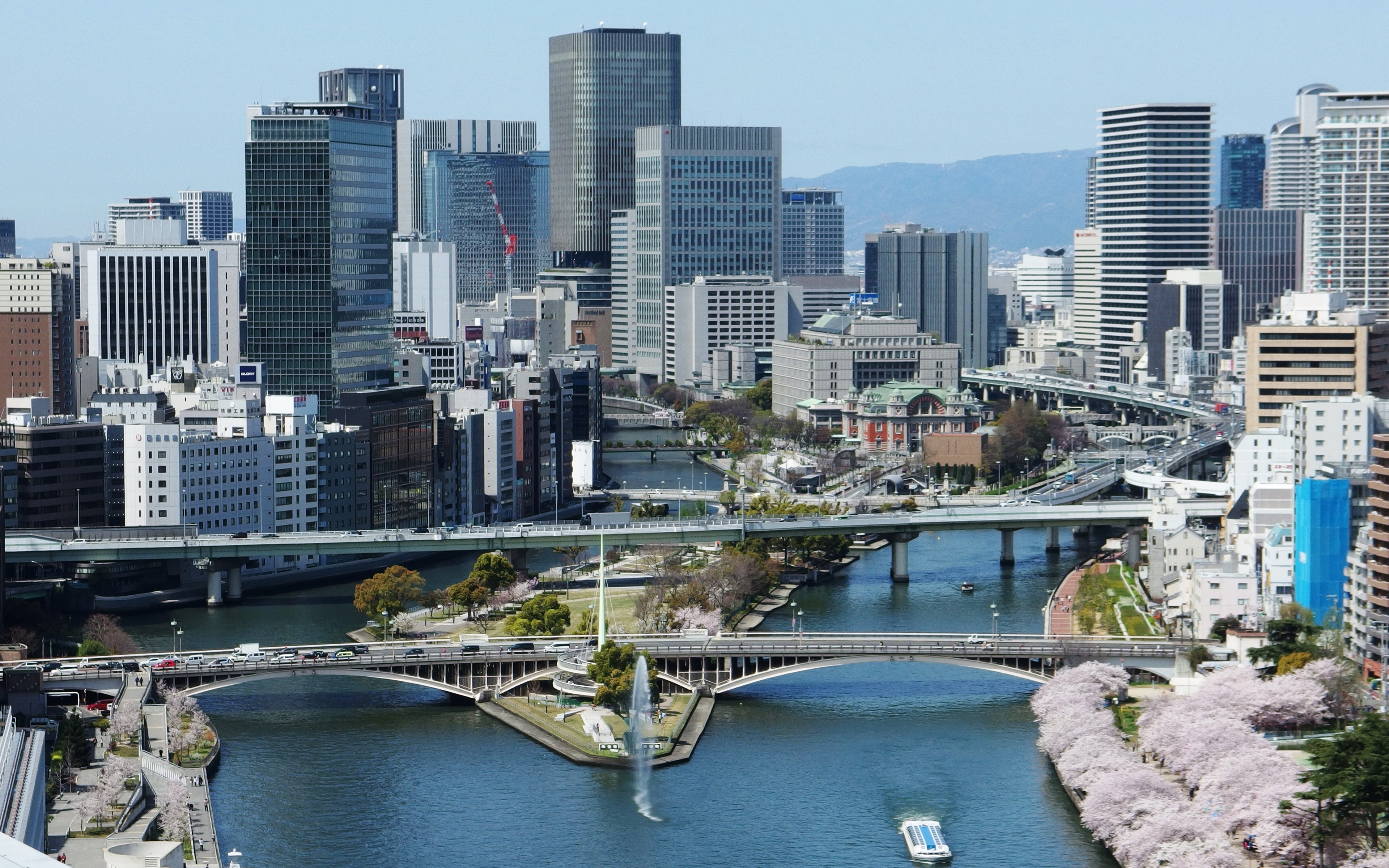
中之島 大阪市北区
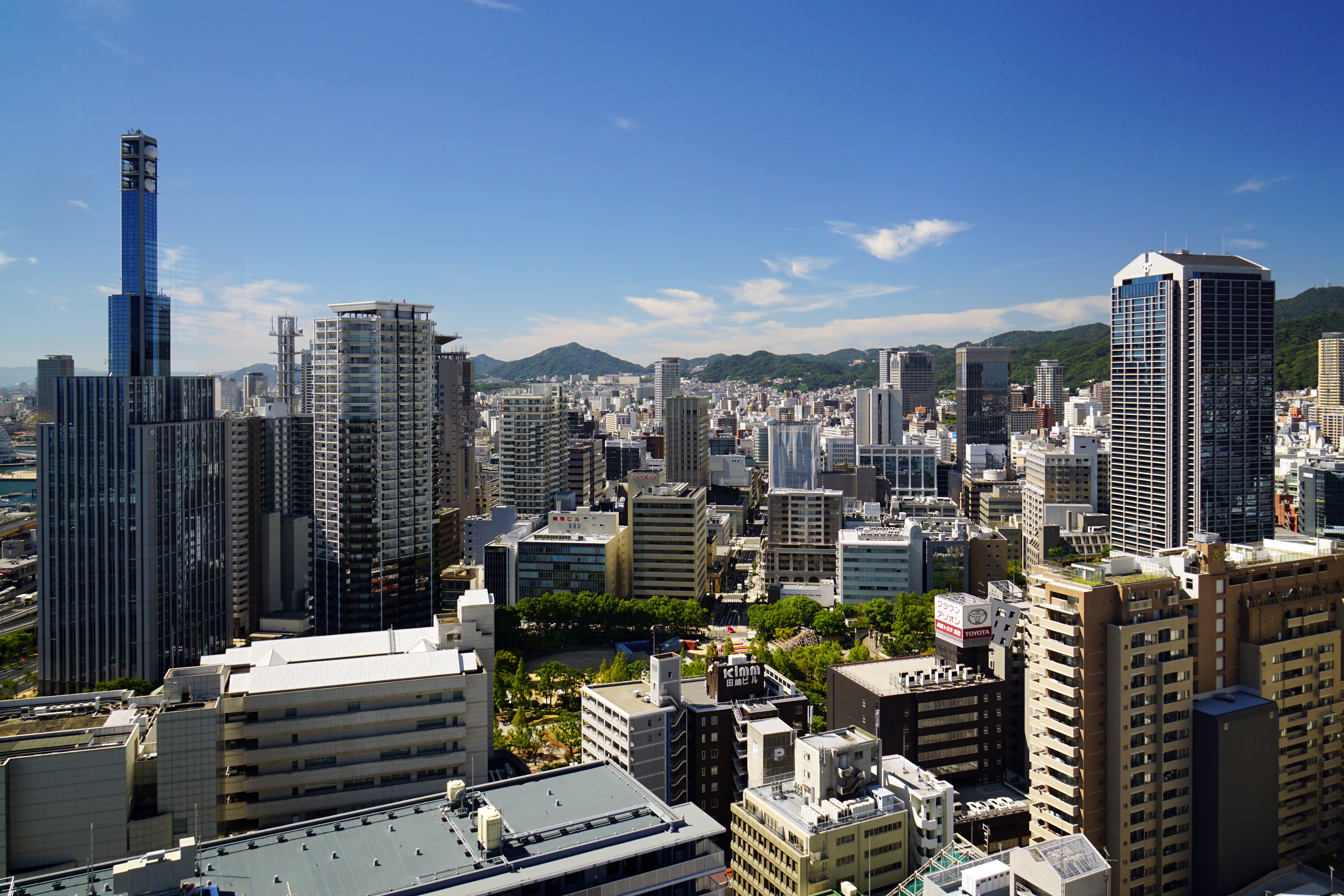
三宮 神戸市中央区